# Lockheed CP-140
Die Lockheed CP-140 Aurora ist ein viermotoriges, propellerangetriebenes U-Boot-Jagdflugzeug, das von der amerikanischen P-3 Orion für die kanadische Luftwaffe abgeleitet worden ist. Die Variante CP-140A trägt statt des Beinamens Aurora die Bezeichnung Arcturus.

## Beschreibung
Die Entwicklung der CP-140 lässt sich bis in die 1970er Jahre zurückverfolgen, als die kanadische Luftwaffe einen Ersatz für die veralteten CP-107 Argus suchte. Insbesondere die steigenden Anforderungen der NATO im Bereich der U-Boot-Jagd im nordwestlichen Atlantik überforderten die CP-107. Ein geeignetes Nachfolgemuster schien die P-3C Orion von Lockheed zu sein, die auch den Vorteil besaß, dass sie bereits erprobt und umgehend verfügbar war. Das AIRCOM entschied sich für einige Anpassungen: so wählte man andere ESM-Pods an den Flügelspitzen aus und ersetzte die ASW-Systeme durch die der S-3A Viking. Dadurch, dass man nur auf vorhandene Systeme zurückgriff, konnte das Entwicklungsrisiko und somit auch die Entwicklungskosten gering gehalten werden. Der erste Prototyp, der nun den kanadischen Typencode CP-140 trug, hob schließlich am 22. März 1979 zum Jungfernflug ab. Da keinerlei ernsthafte Probleme auftraten, konnte die CP-140 bereits 1980 in Dienst gestellt werden.
Insgesamt wurden bis 1991 21 CP-140 gebaut und ausgeliefert, wobei die letzten drei Maschinen eine Besonderheit darstellen. Diese sind ohne ASW-Ausrüstung ausgeliefert worden und werden als CP-140A Arcturus bezeichnet. Dadurch können sie nicht zur U-Boot-Jagd eingesetzt werden, sondern nur zur Seeüberwachung. Da ihnen die schwere ASW-Ausrüstung fehlt, sind die Arcturus-Maschinen leichter und weisen geringere Betriebskosten auf. Deshalb werden sie vom AIRCOM häufig für Trainings- und Ausbildungseinsätze verwendet.
1998 wurde vom AIRCOM das „Aurora Incremental Modernization Project“ (AIMP) initiiert. Dieses beinhaltete primär die Modernisierung der Elektronik der Aurora-Flotte, wobei die Arcturus-Maschinen nicht berücksichtigt wurden. Nach Verzögerungen wurde AIMP vom kanadischen Parlament am 20. September 2007 vorläufig gestoppt, da man der Meinung war, dass der Ersatz durch modernere Maschinen sinnvoller wäre. Der Stopp wurde aber bereits am 18. Dezember desselben Jahres vom Verteidigungsministerium wieder aufgehoben. Dieses begründete die Entscheidung damit, dass die Aurora-Flotte ohne AIMP nicht über das Jahr 2020 hinaus zu betreiben wäre und 10 der 18 Maschinen umgehend strukturell verstärkt werden müssten, um Verschleißerscheinungen entgegenzuwirken. Dafür wurde letztlich das „Aurora Structural Life Extension Project“ (ASLEP) initiiert, um sicherzustellen, dass die Flugzeugzellen der Auroras mindestens 15.000 Flugstunden lang halten. Unabhängig davon wurden im AIMP-Programm die Navigationssysteme und die Cockpitavionik modernisiert. Bei sechs Flugzeugen waren im 2014 auch die Arbeiten zum Ersatz der Sensoren und der Missionscomputer abgeschlossen.
Trotz des AIMP- und ASLEP-Programms werden potentielle Nachfolgemuster für die CP-140 geprüft. Dazu gehören u. a. die P-8 Poseidon von Boeing und Raytheons Sentinel, die auf der Global Express XRS von Bombardier basiert.

## Einsätze
2023 wurden Auroras bei Operation NEON, Kanadas Beitrag zur Überwachung von UNO-Sanktionen gegen Nordkorea eingesetzt, dabei kam es auch zur Begegnung mit chinesischen Abfangjägern.

## Technische Daten

### Übersicht
| Kenngröße             | Daten der CP-140 Aurora                              |
| --------------------- | ---------------------------------------------------- |
| Typ                   | Seeaufklärungs- und U-Boot-Jagdflugzeug              |
| Besatzung             | mindestens 8, normalerweise 12 bis 15                |
| Länge                 | 35,61 m                                              |
| Flügelspannweite      | 30,38 m                                              |
| Flügelfläche          | 120,77 m²                                            |
| Flügelstreckung       | 7,64                                                 |
| Tragflächenbelastung  | 231 bis 533 kg/m²                                    |
| Höhe                  | 10,49 m                                              |
| Leermasse             | 27.892 kg                                            |
| max. Startmasse       | 64.410 kg                                            |
| Tankkapazität         | 34.800 l                                             |
| Antrieb               | vier Allison T-56-A-14-LFE Turboprop mit je 4.910 PS |
| Höchstgeschwindigkeit | 750 km/h                                             |
| Dienstgipfelhöhe      | 10.700 m                                             |
| Reichweite            | 9.300 km                                             |

### Bewaffnung
Zuladung von bis zu 9.072 kg, wovon 3.290 kg intern und 5.782 kg an zehn externen Aufhängestationen mitgeführt werden können, bestehend aus:
- Mk 46 Mod V Torpedos
- Luft-Boden-Raketen
- konventionelle Bomben